# Зільбер
Зільбер (нім. Silber) — трилогія німецької письменниці Керстін Гір, написана у жанрі підліткової фантастики. Поділяється на першу(2014, Робінс) / Silber — Das erste Buch der Träume (2013, FJB), другу (2015, Робінс)/ Silber — Das zweite Buch der Träume (2014, FJB) та третю книгу сновидінь( 2016, 1 червня)/ Silber — Das drittle Buch der Träume (2015, FJB). У своїй трилогії Керстін Гір розповідає про дівчинку-підлітка Лів Зільбер, що наділена здібностями подорожувати по своїх і чужих снах. На неї очікує серія пригод, які змушують похвилюватися і читача. Авторка використала ідею коридору з розмаїттям дверей, що весь час переміщаються і відкривають доступ до сновидінь інших людей.  

## Про авторку
Керстін Гір народилася в Бергіш-Гладбасі, Німеччина. Вивчала німецьку та англійську літературу та музикознавство, пізніше перевелася на факультет бізнесу та психології спілкування – закінчила з дипломом педагога. Іноді вона залишалася без роботи і 1995 року почала писати жіночі романи. І відразу досягла успіху: роман «Чоловіки та інші катастрофи» був екранізований з Хайке Макач у головній ролі. Потім Керстін перейшла до «просунутішого» жанру — іронічної жіночої прози. У 2005 році її роман "Ein unmoralisches Sonderangebot" ("Непристойна пропозиція") удостоївся літературної премії DeLiA як найкращий німецький любовний роман.
Сьогодні Керстін проживає разом із чоловіком, сином, двома чарівними кішками, трьома ручними курками та золотими рибками, кількість яких важко піддається обліку, у селі неподалік Бергіш-Гладбаха. На її рахунку сім національних та європейських бестселерів та 3 екранізації.

## Сюжет

##### Перша книга сновидінь
Старшокласниця Лів Зільбер переїздить до Лондона і потрапляє у вихор дивовижних подій. Удень на неї чекають нова родина та престижна школа з компанією найкрутіших старшокласників. А вночі Лів блукає довжелезним коридором із незліченною кількістю дверей. Двері ті незвичайні — то вхід у чужі сновидіння. Адже Лів володіє рідкісним даром — керувати своїми снами та потрапляти в чужі, від наймиліших солоденьких видінь до страхітливих жахіть. І де ж найцікавіше, як не у снах красунчика, що так сподобався Лів?

##### Друга книга сновидінь
Допитлива та невгамовна Лів Зільбер продовжує досліджувати світ керованих снів, що тісно переплітається з її повсякденням. Довкола неї кояться дивні, захопливі та ризиковані речі. Її молодшій сестрі Мії загрожує небезпека. Лиходій ховається у довжелезних коридорах із таємничим шелестом, і ним може виявитися будь-хто: загадковий Повелитель тіней чи… хтось реальний.

##### Третя книга сновидінь
Коридор із кольоровими дверима та м’яким світлом будь-кому може видатися радісним і мирним, але не Лів Зільбер. Це місце магічне, таємниче і небезпечне… Тиша ніби підстерігає, а ще годі визначити, звідки походить те світло. Часом небезпека набуває цілком реальних обрисів: раптова холоднеча та хмара чорного пір’я попереджають про появу лиховісного володаря ночі. Хто ж він? Це і належить з’ясувати Лів та її друзям в останній книжці популярної трилогії Керстін Гір.

## Головні персонажі
- Лів Зільбер — бачить різні сни
- Генрі Гарпер — бачить сни разом із нею
- Мія Зільбер — молодша сестра Лів. Фахівці називають її "новою місіс Марпл". Викривальниця особи Втаємниченої
- Енн Метьюз — мати Лів та Мії
- Ернест Спенсер — суджений Енн, має слабкість до ірисів
- Лотті Вастльгубер — няня Лів та Мії. Вірить у те, що люди добрі
- Ґрейсон Спенсер — син Ернеста. У нього колись був бойовий робот у людський зріст із першого фільму «Зоряні війни»
- Флоренс Спенсер — дочка Ернеста та близнюк Грейсона
- Чарльз Спенсер — брат Ернеста, лікар-стоматолог
- Бохер, відома також як місіс Спенсер-старша — мати Ернеста та сумна вдова самшитового дерева, на ім'я містер Снаґлз
- Артур Гамільтон — колишній Друг Анабель Скотт, колишній усіх, крім Джаспера
- Джаспер Ґрант — друг Генрі, Ґрейсона та Артура. Раніше бачив сни, але покінчив із «дурницями про сни та демони»
- Анабель Скотт — колишня подруга Артура, на жаль, потребує лікування
- Емілі Кларк — колишня подруга Грейсона. Прізвисько її коня - Завойовник Раю
- Персефон Портер-Переґрін — подруга Лів, любить губні помади, ненавидить зброю
- Місіс Лоуренс — після сумної події у шкільній їдальні – колишня викладачка французької Лів
- Сем Кларк — молодший брат Емілі із сумнівними моральними уявленнями
- Доктор Отто Андерсон, відомий як Сенатор Тод. У стані коми йому сниться, що він психіатр Анабель
- Місіс Ганікат — вісімдесятирічна майстриня в'язання, що дала притулок у своєму сні Грейсона, Генрі і Лів
- Мюріел Ганікат — її така ж закохана у вʼязання сестра. 1977 року була задушена своїм чоловіком Альфредом
- Мет — сусід, миловидний студент-юрист. Неодноразово дивується своїм правдоподібним снам
- Паскаль де Гобіно — влаштовувач весіль для багатіїв та красунь
- Гаррі Трікс, він же «BloodySword66». Медбрат у будинку для людей похилого віку, невизнаний геній літератури, який став володарем бойового робота в людський зріст (з першого фільму «Зоряні війни»)
- Тімоті Донелі — рольовий друг Гаррі, потім безробітний покрівельник, пізніше гуру секти, ще пізніше помер
- Расмус Вейкфілд — хибний образ, який використовує собачу кличку
- Втаємничена

## Другорядні персонажі
- Принцеса Баттеркап — собака Лів та Мії
- Спот — кіт Спенсерів
- Містер Ванхаген — викрав серце місіс Лоуренс
- Мейзі Браун
- Гіл Волкер